# Синтпоп
Синтпоп (на английски: synthpop, известен също като технопоп) е жанр на популярната музика, в който синтезаторът е доминиращ музикален инструмент. Стилът се появява в края на 1970-те години и води началото си от използването на синтезатори в прогресивния рок, електронното рок звучене в дискотеките и по-специално т.нар. „краутрок“ на банди като Kraftwerk. Той е превърнат в отделен жанр в Япония и Обединеното кралство в пост-пънк ерата, като част от нюуейвското движение от края на 1970-те до средата на 1980-те години.
Ранните пионери на синтпопа включват японската група Yellow Magic Orchestra и британските банди Ultravox и The Human League, като последните до голяма степен използват монофонични синтезатори за създаване на музика с един прост и неукрасен звук. След пробива на Гари Нюман в UK Singles Chart, голям брой изпълнители започват да се наслаждават на успеха на синтезирания звук от началото на 1980 г., включително групата Depeche Mode в Обединеното кралство, докато в Япония успехът на Yellow Magic Orchestra открива пътя за технопопа за групи като P-Model, Plastics и Hikashu. Развитието на евтини полифонични мелодии, определението на стандарта MIDI и използването на по-силен ритъм довежда до по-комерсиален и по-достъпен звук за синтпопа. Преминаването му от твърда музика до по-романтично звучене и възходът на MTV довеждат до успех за голям брой британски синтпоп изпълнители, включително и Duran Duran и Spandau Ballet в Съединените щати.
В края на 1980-те години, дуети като Erasure и Pet Shop Boys възприемат стил, който се оказва доста успешен в САЩ, но към края на десетилетието синтпоп групи като A-ha и Alphaville започват да клонят повече към хаус и техно звучене. През първото десетилетие на 21 век синтпопът се радва на възраждане покрай комерсиалния успех на изпълнители като Лейди Гага, Риана, La Roux, M83, Аул Сити и други.
Жанрът получава критики, поради предполагаема липса на емоция и музикалност. Изтъкнати изпълнители са се изказвали срещу критиците, вярващи, че синтезаторите сами съчиняват и свирят песните. Синтпоп музиката е създала място на синтезатора като важен елемент в попа и рока, като пряко повлиява на жанрове като хауса и техното и косвено въздейства на много други жанрове.